# Basílica de Nuestra Señora del Puy
La basílica de Nuestra Señora del Puy es una basílica de Estella (en Navarra, España) y dedicada a la patrona de la localidad. Está ubicada «sobre una colina encima del barrio de Lizarra, núcleo original de la actual ciudad de Estella» desde el que se contempla un panorama de toda la ciudad, así como de las vías de comunicación y de acceso además de los montes que la circundan.

## Etimología
Se la llamó Virgen del Puy, a semejanza de una advocación muy venerada en Francia: Nôtre Dame du Puy de Le Puy-en-Velay pero también se podría explicar porque «el nombre de Puy proviene de su misma localización en "lo alto" que en ocasiones adopta las variantes de Poyo o Pueyo.»

## Historia y leyenda
Una leyenda cuenta que en 1085, cerca de la creación de la nueva ciudad de Estella, unos pastores de Abárzuza acudieron a un alto atraídos porque unas estrellas lo señalaban y allí encontraron, en una cueva, una imagen de la Virgen con el niño que habría sido enterrada «al conquistar los moros la Península». El rey Sancho Ramírez mandó construir en el lugar un templo en su honor.

Sobre el templo se constituyó un patronato real. Se tiene noticia de que «en 1174 el obispo de Pamplona Pedro de París donó la iglesia del Puy a "los sesenta cofrades de Santiago", volviendo al poder real al disolverse esta cofradía en 1323.» Durante el breve reinado de Francisco Febo (1482) volvió de nuevo a depender de terceros, en esta ocasión «de la colegial de San Bartolomé del lugar de Gollano, volviéndose a incorporar a la corona años más tarde (1502), con el entonces Príncipe de Viana, Andrés Febo de Navarra.»

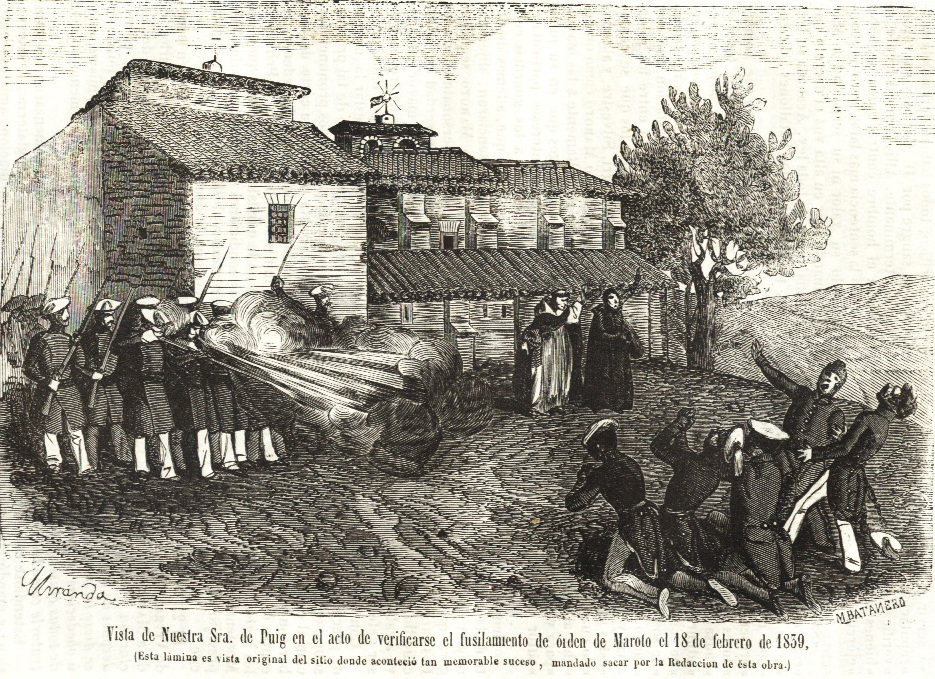
Fusilamientos de Estella ordenados por Maroto. "Galería Militar Contemporánea". Madrid 1846

Los reyes de España conservaron el priorato del Puy hasta 1895 cuando renunció a él la reina regente María Cristina en favor del obispo de Pamplona.

### Fusilamientos carlistas
En el exterior del templo, en la zona del ábside, una placa recuerda que en ese lugar el 18 de febrero de 1839 el general carlista Rafael Maroto mandó fusilar a los también generales carlistas Juan Antonio Guergué, Francisco García y Pablo Sanz y Baeza, al brigadier estellés Teodoro Carmona, a Luis Antonio Ibáñez y al intendente José Javier Úriz.

## Descripción
La basílica antigua fue sustituida siglos más tarde por una iglesia de estilo barroco, con planta de cruz latina de cabecera recta, «a la que se adosaba un pequeño camarín, cubriéndose el conjunto de la nave con una bóveda de medio cañón con lunetos, a excepción del crucero donde se levantaba una cúpula sobre pechinas. A cada lado de la nave se adosaban sendas capillas laterales que comunicaban con ella y con los respectivos brazos del crucero.»

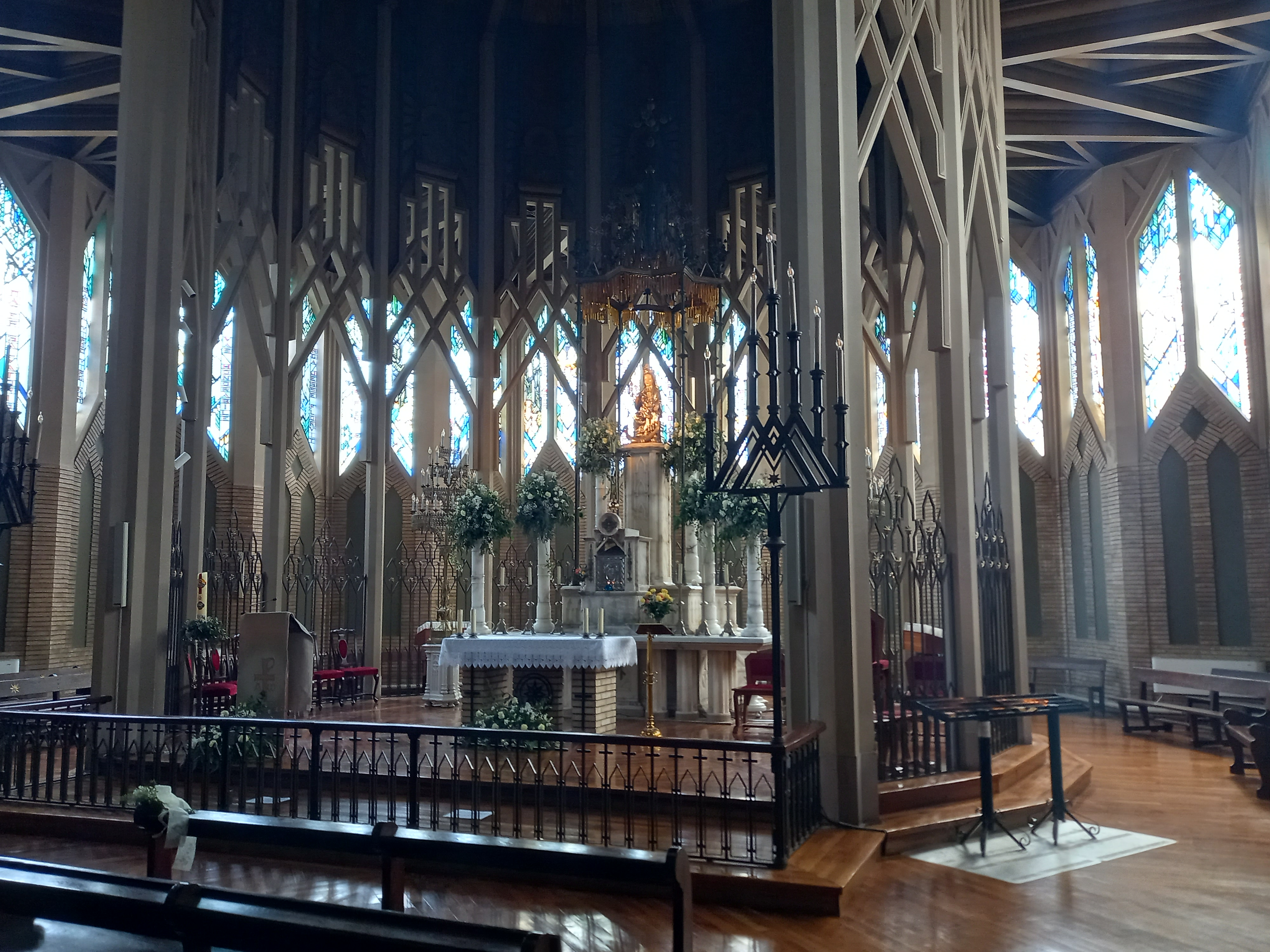
Interior, obra de Víctor Eusa

Aunque aún se conserva un atrio de acceso de esta época, entre 1929-1951 se levantó el templo actual, con base en los planos del arquitecto pamplonés Víctor Eusa que realmente ejecutó dos proyectos diferentes: uno en 1929 y otro en 1949. El primero, «con una mayor dependencia de los modelos de la Sezession y una concepción espacial» más sencilla, no prosperó mientras que en el segundo se pone de relieve «una mayor preocupación en la modelación del espacio» que notablemente reflejada «en la capilla mayor, concebida a 
manera de girola, tema fundamental del edificio resultando un recinto transparente y al mismo tiempo complejo.»
La planta y toda la decoración del templo gira en torno a la forma de una estrella de ocho puntas, que es el símbolo de la ciudad de Estella (en latín Stella, "estrella"). El templo conserva una imagen de la virgen de finales del siglo XIII o comienzos del siglo XIV. Es de madera forrada de plata. En el templo se exhibe una copia que originalmente se creó para sacarla durante las procesiones.

## Festividad
El 25 de mayo es la festividad de la Virgen del Puy, patrona de la ciudad. Se celebran misas señaladas durante las fiestas patronales (en torno al primer domingo de agosto), en honor precisamente a la Virgen del Puy y a San Andrés.